# ارنستو پرینوت
ارنستو پرینوت (ایتالیایی: Ernesto Prinoth؛ زادهٔ ۱۵ آوریل ۱۹۲۳ در اورتیجی، تیرول جنوبی، درگذشتهٔ ۲۶ نوامبر ۱۹۸۱ در اینسبروک، تیرول) رانندهٔ مسابقات اتومبیل‌رانی فرمول یک اهل ایتالیا بود که در فصل ۱۹۶۲ در مجموع در یک گراند پری شرکت کرد، اما موفق به کسب هیچ امتیازی نشد.
پرینوت در ۲۶ نوامبر ۱۹۸۱ در اینسبروک، تیرول درگذشت.